# Baie du Melissas
La baie du Melissas est une baie située à l'ouest de la Grande Terre et au nord-ouest de la péninsule Rallier du Baty dans les îles Kerguelen des Terres australes et antarctiques françaises (TAAF). Il s'agit d'une sous-division de la baie Bretonne ouvrant sur l'océan Indien.

## Géographie

### Situation
La baie du Melissas est une baie secondaire de la baie Bretonne, située sur la côte ouest de la Grande Terre au sud-ouest de la calotte glaciaire Cook et au nord-ouest de la péninsule Rallier du Baty qu'elle participe à délimiter. Située entre le mont Calliope (415 m) au nord et le cap Poincaré du mont de l'Aéronavale (435 m) au sud, elle est dominée en son centre par le mont Uranie (654 m).
Il s'agit d'une baie large de 10,8 km au maximum, qui pénètre de 1,9 km dans les terres et s'étend sur environ 35,45 km2 de superficie totale. Elle possède au nord une anse bien distincte mais non nommée où se trouve un mouillage.  La baie possède deux subdivisions, au nord une anse non nommée et au sud le Trou du Ressac. Deux groupes d'îles sont présents dans la baie du Melissas : les îlots Max Christensen au nord et les rochers des Portes de l'Enfer au sud.
En son fond, la baie accueillait à certaines périodes historiques le vêlage des glaciers Descartes et Lavoisier ; le retrait de leurs fronts glaciaires constituant désormais la plaine des Moraines qui aboutit à la plage des Lions Marins. Plus au sud, la vallée de l'Octant donne également sur la baie. Plusieurs rivières s'y déversent (du nord au sud) :
- Rivière Lamarck, l'émissaire du lac Lamarck se jetant dans l'anse non nommée
- Rivière Descartes, l'émissaire du lac Descartes
- Rivière Lavoisier, l'émissaire des lacs Lavoisier et du lac de la Réserve
- Rivière de l'Octant
- Le Styx se déversant dans le Trou du Ressac fermé par les rochers des Portes de l'Enfer[3]

### Toponymie
La baie est nommée par les phoquiers anglais et américains qui chassaient dans les Kerguelen au XIXe siècle en référence au nom d'une barque. Elle figure sous cette appellation sur la carte de John Nunn de 1850.